# 1-й Зимний мост

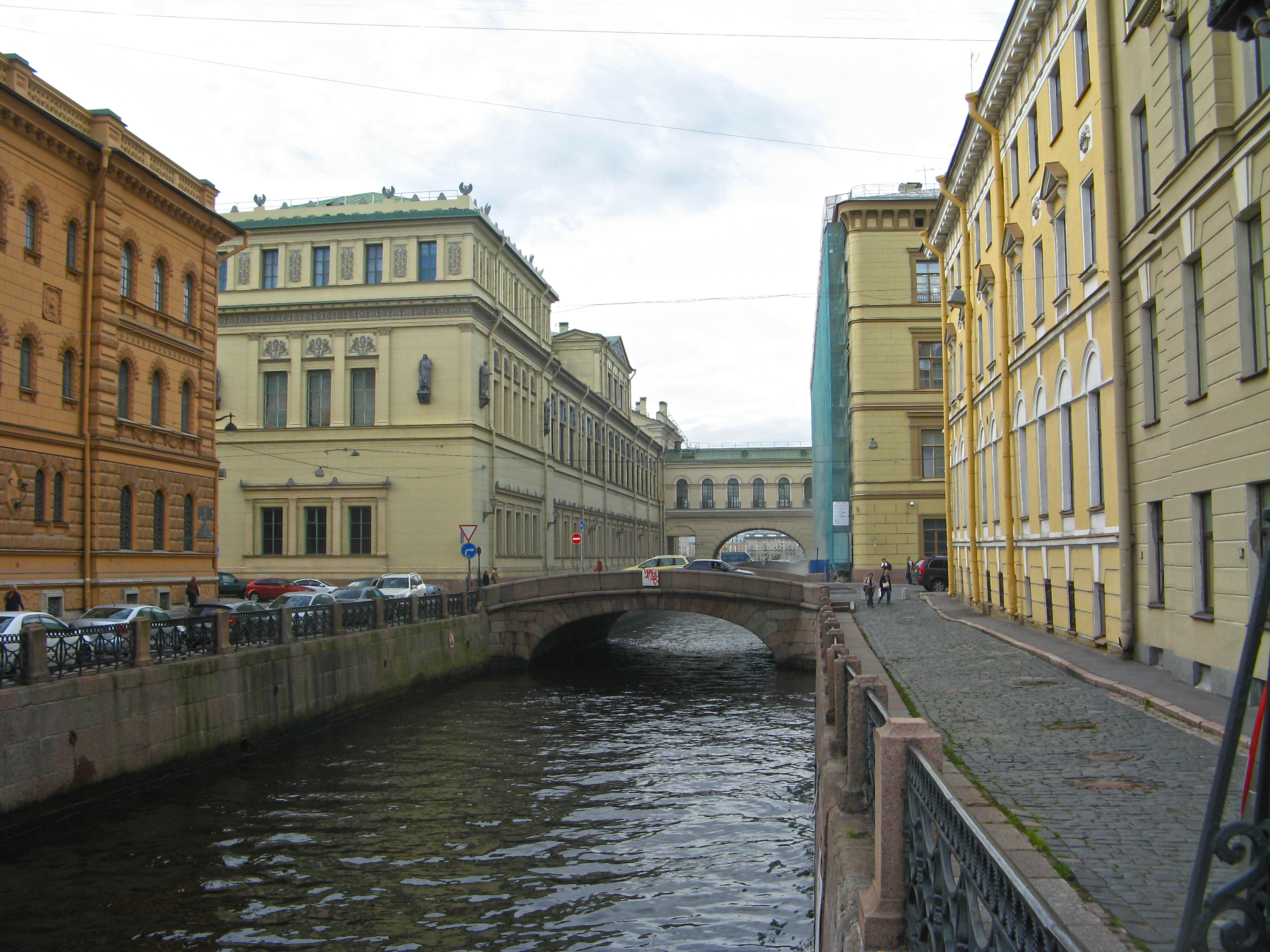
Вид на мост со стороны канала, за ним Эрмитажный мост.

1-й Зи́мний мост — автодорожный каменный арочный мост через Зимнюю канавку по оси Миллионной улицы в Центральном районе Санкт-Петербурга, соединяет 1-й и 2-й Адмиралтейские острова. Памятник инженерного строительства второй половины XVIII века. Формы и силуэт моста сохранились в первоначальном виде. Объект культурного наследия России федерального значения.

## Расположение
Расположен по оси Миллионной улицы. Рядом с мостом расположены Новый Эрмитаж и Дворцовая площадь. Выше по течению находится Эрмитажный мост, ниже — 2-й Зимний мост.
Ближайшая станция метрополитена — «Адмиралтейская».

## Название
20 апреля 1738 года мост получил название Немецкий по находившейся в этом районе Немецкой слободе. С 1770 до 1828 года мост назывался Миллионным, Зимним (с 1829 до 1930-х годов), с 1940 года — 1-й Зимний.

## История
Первый деревянный подъёмный мост на этом месте был построен в 1718—1720 годах, сразу после прорытия Зимнедворцового канала у Зимнего дворца Петра I. В середине XVIII века он был заменён деревянным трёхпролётным балочным мостом. В 1783—1785 годах на это место был перенесён гранитный арочный мост с засыпанного Красного канала, построенный в 1768 году. Авторами проекта предположительно были архитекторы И. Л. Росси и Ю. М. Фельтен. Строительными работами заведовал Т. И. Насонов.
В 1955 году на мосту производился ремонт по проекту инженера «Ленгипроинжпроекта» Б. Б. Левина. В ходе работ был частично отремонтирован каменный свод и проезжая часть моста.

## Конструкция
Мост однопролётный арочный. Пролётное строение выполнено в виде сплошного каменного бесшарнирного свода параболической формы. Опоры моста из бутовой кладки на свайном основании, облицованы гранитными плитами. Фасады моста облицованы гранитом. Длина моста — 15,6 м, ширина — 21,2 м.
Мост предназначен для движения автотранспорта и пешеходов. Проезжая часть моста включает в себя 2 полосы для движения автотранспорта. Покрытие проезжей части — асфальтобетон, на тротуарах уложены гранитные плиты. В качестве ограждений использованы глухие гранитные парапеты. Тротуары моста и набережных сопряжены ступенями.